# Patricia Heaton
Patricia Helen Heaton (Bay Village, Ohio, 4 de marzo de 1958) es una actriz estadounidense ganadora de un premio Emmy, conocida principalmente por su interpretación de Debra Barone, la esposa de Ray Barone, en la comedia de situaciones Everybody Loves Raymond. Entre septiembre de 2007 y mayo de 2008 regresó a la televisión junto a Kelsey Grammer en la serie cómica Back To You de la cadena FOX. Fue protagonista de la comedia The Middle, junto a Neil Flynn y Chris Kattan entre 2009 y 2018.

## Filmografía

### Cine
| Año  | Título original             | Personaje       | Notas                        |
| ---- | --------------------------- | --------------- | ---------------------------- |
| 1992 | Memoirs of an Invisible Man | Ellen           |                              |
| 1992 | Beethoven                   | Brie Wilson     |                              |
| 1994 | The New Age                 | Anna            |                              |
| 1996 | Space Jam                   | Mujer fan       |                              |
| 2006 | Amazing Grace               | ―               | Solo productora              |
| 2008 | Front of the Class          | Ellen Cohen     |                              |
| 2014 | Moms' Night Out             | Sondra          | También productora ejecutiva |
| 2017 | The Star                    | Edith           | Actuación de voz             |
| 2018 | Smallfoot                   | Mamá Oso        | Actuación de voz             |
| 2022 | Mending the Line            | Doctora Burke   |                              |
| 2024 | The Beldham                 | Sadie           |                              |
| 2025 | The Unbreakable Boy         | Marcia          |                              |
| 2025 | The Ritual                  | Madre Superiora |                              |

### Televisión
| Año       | Título original         | Personaje             | Notas                           |
| --------- | ----------------------- | --------------------- | ------------------------------- |
| 1989–1991 | Thirtysomething         | Doctora Silverman     | Recurrente; 6 episodios         |
| 1992–1993 | Room for Two            | Jill Kurland          | Protagonista; 26 episodios      |
| 1995      | Women of the House      | Natalie Hollingsworth | Elenco principal; 11 episodios  |
| 1996      | Party of Five           | Robin Merrin          | 2 episodios                     |
| 1996–2005 | Everybody Loves Raymond | Debra Barone          | Elenco principal; 209 episodios |
| 2004      | The Goodbye Girl        | Paula McFadden        | Película de televisión          |
| 2007–2008 | Back to You             | Kelly Carr            | Elenco principal; 17 episodios  |
| 2009–2018 | The Middle              | Frankie Heck          | Elenco principal; 215 episodios |
| 2019–2020 | Carol's Second Act      | Carol Kenney          | Protagonista; 18 episodios      |
| 2024      | Frasier                 | Holly                 | Episodio: «Cyrano, Cyrano»      |

## Nominaciones y premios
Premios Primetime Emmy
- Nominada a la mejor actriz en serie de comedia por Everybody Loves Raymond (1999).
- Ganadora a la mejor actriz en serie de comedia por Everybody Loves Raymond (2000).
- Ganadora a la mejor actriz en serie de comedia por Everybody Loves Raymond (2001).
- Nominada a la mejor actriz en serie de comedia por Everybody Loves Raymond (2002).
- Nominada a la mejor actriz en serie de comedia por Everybody Loves Raymond (2003).
- Nominada a la mejor actriz en serie de comedia por Everybody Loves Raymond (2004).
- Nominada a la mejor actriz en serie de comedia por Everybody Loves Raymond (2005).

### Choice Award
- 2011: Nominada como mejor actriz en series de comedia.

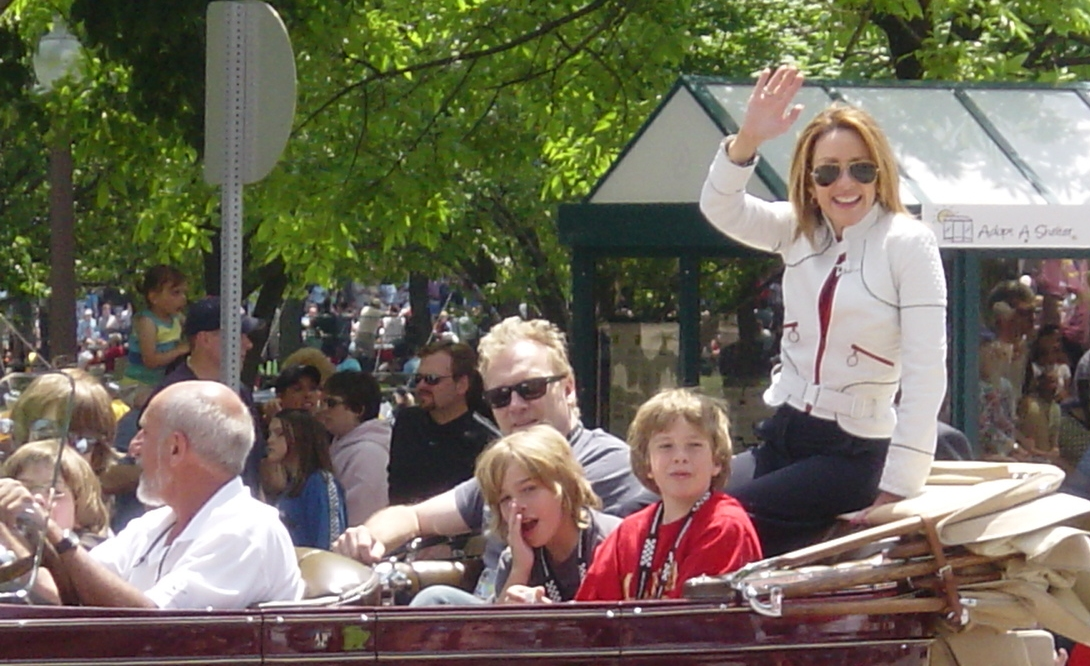
Patricia Heaton en un desfile (2008), con su esposo, el actor británico David Hunt y sus cuatro hijos: Sam, John, Joe y Dan Hunt.

### Satellite Award
- 2007: Nominada como mejor actriz en serie de televisión musical o comedia.

### Christopher Award
- 2008: Mejor película Amazing Grace (productora)